# فريدريش فون فرانكنبرج
فريدريش فون فرانكنبرج (2 كانون الثاني 1889 - 1950 م)، والمعروف أيضًا باسمه الصوفي الشيخ مؤمن، كان أحد مؤسسي الصوفية الأوائل في أستراليا. ودرس فون فرانكنبرج على يد عناية خان، الذي كان أول من جلب هذا النظام الصوفي للإسلام إلى الغرب، قبل أن يواصل تأسيس أول جمعية صوفية في أستراليا.

## الحياة المُبكرة
وُلد فريدريش إليوت فون فرانكنبرج لودفيغسدروف في ألمانيا في 2 كانون الثاني 1889، لعائلة أرستقراطية مُثقفة ونشأ في الغالب في ألمانيا. كان والده فريدريش فون فرانكنبرج، بارونًا ألمانيًا ذا موارد مستقلة، في حين كانت والدته، جيسي إليوت، ابنة عائلة صناعية أسترالية ثرية. كانت عائلتها تمتلك ممتلكات في الجزائر، حيث أقام والدها هناك لفترات طويلة، وقضت العائلة الشابة بعض الوقت في شمال أفريقيا. ربما يكون هذا هو المكان الذي التقى فيه فون فرانكنبرج بالإسلام لأول مرة. أصبح لاحقًا ضابطًا لدى ولي العهد الألماني، وأبدى اهتمامًا بجمع الأعمال النادرة في الأدب الشرقي والإسلامي.
في عامي 1925 و1926 التحق بمدرسة الحركة الصوفية الصيفية، التي كان يقودها سنويًا عناية خان في سوريسن في فرنسا. قبله خان كطالب (مُريد)، وأعطاه الاسم الصوفي مؤمن، بالإضافة إلى التعليم في الممارسات الصوفية.
في عام 1927، هاجر فون فرانكينبيرج إلى أستراليا. كانت والدته قد ورثت ممتلكات كبيرة من والدها، ولكنها تجمدت أثناء الحرب العالمية الأولى لأن إليوت وابنها كانا مواطنين ألمانيين. ويبدو أنه سافر في البداية إلى أستراليا من أجل تسوية مطالباته بممتلكات العائلة.
وفي أستراليا، تزوج من امرأة أسترالية تدعى أوليف بولين وارد تايلور. كانت تُعرف عمومًا باسم ستيلا، أو باسمها الصوفي ليلى، وكانت عازفة بيانو بارعة وعضوًا في عائلة في سيدني كانت تدير عملًا تجاريًا ناجحًا. في ثلاثينيات القرن العشرين، استقرت عائلة فون فرانكنبرج في مزرعة ألبان تُدعى "سبرينج هيلز" في كامدن، على مشارف سيدني، حيث كان فون فرانكنبرج يُعرف محليًا باسم "البارون".
من ثلاثينيات القرن العشرين وحتى نهاية حياته عمل فون فرانكنبرج على نشر التصوف في أستراليا وأسس وقاد أول الجماعات الصوفية في أستراليا. خلال الحرب العالمية الثانية، أصبح موضع شك من قبل السلطات الأسترالية، وذلك بسبب خلفيته الألمانية في المقام الأول. اُستُجوب ورُوقب بريده، ولكن لم يُحتجز.

## الوفاة والإرث
توفي فون فرانكنبرج في عام 1950 عن عمر يناهز 61 عامًا ودُفن في مقبرة كامدن.
ترك مكتبته الشخصية، وهي عبارة عن مجموعة من "العديد من الترجمات النادرة للنصوص الإسلامية والشرقية وغيرها التي جمعها في أوروبا بين تسعينيات القرن التاسع عشر وعشرينيات القرن العشرين" والتي لا يُعرف مصيرها الآن، بالإضافة إلى العديد من الطبعات الأسترالية المبكرة لأعمال عناية خان، وكتيبات أخرى ومواد عابرة [الإنجليزية] ألقت الضوء على التاريخ المبكر للصوفية في أستراليا.
بعد وفاته، انقسمت الحركة الصغيرة التي أسسها، وتبع بعض الأعضاء تلميذه الشاعر الأسترالي فرانسيس برابازون ليصبحوا تلاميذ ميهر بابا في كوينزلاند والدكتور كاريل فريدريك ريشلين جانسن (مرشد شريف)، الذي أصبح فيما بعد الممثل الوطني للحركة الصوفية في أستراليا (SMIA)، وهي تابعة للحركة الصوفية الدولية.
مهير أفتار هو ملاذ روحي 40-هكتار (99-أكر) على بعد حوالي 121 كيلومتر (75 ميل) شمال بريسبان، بالقرب من وومبي [الإنجليزية]، مُخصصة لميهر أفتار بابا، أنشأها برابازون بعد شراء الأرض بأموال تركها له فون فرانكنبرج. كما تم التبرع بمكتبة فون فرانكنبرج إلى برابازون، والتي تم تضمينها في المجموعة المحفوظة الآن في مسكن أفاتار في مكتبة فرانسيس برابازون.
كان فون فرانكنبرج مؤسس أول جمعية صوفية في أستراليا، وكان له تأثير كبير على نمو هذا التقليد.

## قراءة إضافية
- Haveric، Dzavid (16 يوليو 2019). Muslims making Australia home: Immigration and Community Building. Melbourne Univ. Publishing. ISBN:9780522875829.